# هاینکل هائی ۱۱۵
هاینکل هائی ۱۱۵ (به آلمانی: Heinkel He 115) یک هواگرد آب‌نشین تک‌باله دو موتوره سه‌سرنشین ساخت شرکت هاینکل در آلمان بود که پیش جنگ جهانی دوم طراحی شد و در نقش‌های شناسایی، مین‌ریزی و اژدرافکن در لوفت‌وافه خدمت کرد.

## طراحی و استفاده
طراحی هاینکل هائی ۱۱۵ نتیجه درخواست ماه ژوئیه سال ۱۹۳۵ وزارت هوانوردی رایش برای یک هواگرد آب‌نشین اژدرافکن با نقش ثانویه هواگرد شناسایی و مین‌ریز، بود. هائی ۱۱۵فاو-۱، نخستین پیش‌نمونه ماه اوت سال ۱۹۳۷ به پرواز درآمد. این هواگرد تک‌بالهٔ بال‌میانی تمام‌فلزی ساختاری سنتی با بدنه‌ای باریک داشت. مقطع بخش میانی هواگرد مستطیلی‌شکل و دُم افقی مهاربندی‌شده بود. نیرو محرکه توسط دو موتور ب‌ام‌و ۱۳۲کا هر یک با توان ۹۶۰ اسب بخار (۷۱۵ کیلووات) تامین می‌شد. ارابه فرود متشکل از شناورهای یک‌تکه با لوله‌های اتصال پشت‌سرهم و چند سیم مهار بود. بال‌ها برآافزاهای ساده چند تکه، دُم افقی حالت ثابت و تمامی سطوح هدایت زبانه‌های بزرگ چاک‌خورده داشت. فضای بدنه سه خدمه را در خود جای می‌داد. اتاقک خلبان بال لبه حمله بال بود و آسمانه کشویی داشت. در دماغه لعاب‌دار جایگاهی برای دیده‌بان بود که یک ابزار نشانه‌گیری بمب و در کلاهک سقف یک مسلسل ام‌گه ۱۵ داشت. بالای لبه فرار بال یک اتاقک برای بیسیم‌چی بود که او هم یک مسلسل ام‌گه ۱۵ برای دفاع پشت داشت. بدنه زیر بال‌ها محفظه درونی تسلیحات بود که امکان یک اژدر ۸۰۰ کیلوگرمی یا سه بمب ۲۵۰ کیلوگرمی اس‌سی ۲۵۰ را در خود جای می‌داد. در کل هائی ۱۱۵ دارای سازه‌ای قوی و هدایت‌پذیری خوبی در در هوا و سطح آب بود و هیچ نقص عمده‌ای در آن مشاهده نمی‌شد. هواگرد عملکرد بهتری از رقیب خود ها ۱۴۰ نشان می‌داد. ماه مارس سال ۱۹۳۸ سفارش تولید آن برای ناوگان دریایی لوفت‌وافه صادر شد. البته هائی ۱۱۵ در همان ابتدای ورود به خدمت تا حدودی منسوخ به حساب می‌آمد.
پیش‌نمونه با پسارگیرهای هوا لغز در دماغه و اتاقک‌های فوقانی و ظرفیت سوخت بیشتر اصلاح شد. دو پیش‌نمونه دیگر هم پدید آمد. هائی ۱۱۵ فاو-۳ تقریبا همانند مدل تولیدی بود. در این هواگرد ضخامت صفحات لبه حمله بال کمتر و در لبه فرار بیشتر، دماغه طولانی‌تر و هوا لغزتر شد. یک کلاهک مسلسل هم در دماغه قرار گرفت. اتاقک خلبان و بیسی‌چی با آسمانه مشترک در هم تلفیق شد. ابزارهای هدایت ساده‌ای به بیسیم‌چی تعلق گرفت تا در صورت ناتوانی خلبان، شاید بتواند هواگرد را پایگاه بازگرداند. هائی ۱۱۵ توانست چند رکورد بین‌المللی در گونه خود با پرواز در مسافت‌های ۱٬۰۰۰ و ۲٬۰۰۰ کیلومتری با محموله‌های متفاوت در سرعت ۳۳۰ کیلومتر بر ساعت برجای بگذارد. با این عملکرد مورد توجه قرار گرفت و مدل هائی ۱۱۵آ-۲ به نروژ و سوئد صادر شد.
ده فروند هواگرد مدل پیش‌تولید هائی ۱۱۵آ-۰ تحویل شد و کار تولید با مدل‌های هائی ۱۱۵آ و هائی ۱۱۵ب با سازه تقویت‌شده ادامه یافت. هنگام آغاز جنگ جهانی دوم غالباً در نقش شناسایی دریایی فعال بودند. هر دو مدل سپس ماه‌های نخست جنگ فعالیت زیادی در دریای شمال، مخصوصاً در عملیات مین‌ریزی، داشتند. این تجربیات تسلیحات هواگرد را ضعیف نشان داد. بدین شکل در مدل هائی ۱۱۵سی-۱ از یک مسلسل سنگین ۱۵ میلی‌متری در دماغه و یک مسلسل ۱۳ میلی‌متری دیگر استفاده شد. زیر مدل‌ها شامل هائی ۱۱۵سی-۲ با شناورهای تقویت‌شده، هائی ۱۱۵سی-۳ مین‌ریز و هائی ۱۱۵سی-۴ مجهز برای عملیات در نواحی قطبی، بود. مدل نهایی هائی ۱۱۵ایی-۱ مشابه هائی ۱۱۵سی بود اما تسلیحات سنگین‌تری داشت. هاینکل هائی ۱۱۵ نخستین هواگرد با قابلیت حمل مین دریایی مغناطیسی بود. این هواگردها در همکاری با او-بوت‌ها، در اوج نبرد بریتانیا، به کاروان‌های دریایی دشمن در کانال مانش حمله می‌بردند.
در مجموع ۱۳۸ فروند از هواگردهای هائی ۱۱۵ تولید شد که کار ساخت ۷۸ فروند از آن‌ها در شرکت وِزِر صورت گرفت.

## مشخصات فنی
هائی ۱۱۵به:
مشخصات عمومی
- خدمه: ۴ نفر
- طول: ۱۷٫۳۳ متر
- طول بال: ۲۳٫۱۱ متر
- ارتفاع: ۷٫۱۱ متر
- وزن خالی: ۶٬۶۷۰ کیلوگرم
- وزن بارگذاری‌شده: ۱۰٬۴۰۰ کیلوگرم
- نیرومحرکه: ۲ × موتور شعاعی ۹ سیلندر ب‌ام‌و ۱۳۲اِن: هر یک ۹۰۰ اسب بخار

عملکرد
- حداکثر سرعت: ۳۱۵ کیلومتر بر ساعت در ۳٬۴۰۰ متری
- سقف پرواز: ۵٬۲۰۰ متر
- برد: ۲٬۱۰۰ کیلومتر

تسلیحات
- ۲ × مسلسل ۷٫۹۲ میلی‌متری ام‌گه ۱۵
- تا ۱٬۰۰۰ کیلوگرم اژدر، بمب یا مین